# Конечны, Марьян
Марьян Адам Конечны (пол. Marian Adam Konieczny; 13 января 1930, с. Ясёнув (ныне Подкарпатское воеводство), Польша — 25 июля 2017) — польский скульптор, педагог, профессор, ректор Краковской академии искусств (1972—1981), общественный деятель, депутат Сейма Польской Народной Республики от ПОРП (1980—1989).

## Биография
До 1954 года учился в Академии изобразительных искусств в Кракове. Ученик Ксаверия Дуниковского. Затем, в 1954—1958 годах, — в Ленинградском институте имени Репина.

## Творчество
Автор многочисленных памятников в Польше и других странах, в том числе:
- Памятник героям Варшавы (Варшава, 1964)
- Памятник Благодарности Красной армии (Ченстохова, 1968, уничтожен в 1989)
- Памятник Ленину (Краков, Новая Гута, 1973 — демонтирован в 1989)
- Памятник Революционных событий (Жешув, 1974)
- Грюнвальдский памятник (Краков, 1976)
- Памятник Марии Склодовской-Кюри (Люблин)
- Памятник Винценты Пстровскому (Забже, 1978)
- Памятник Костюшко (Филадельфия, США, 1979)
- Памятник славы и мученичества (Алжир, 1982)
- Памятник Станиславу Выспяньскому (Краков, 1982)
- Памятник Григорию Саноцкому (Санок, 1985)
- Памятник Яну Матейко (Варшава, 1989)
- Памятник Эдуарду Хаузу (Варшава, 1991)
- Памятник Винценты Витосу (Варшава, 1993)
- Памятник Бартошу Гловацкому (под Рацлавицами, 1994)
- Два памятника Иоанну Павлу II (Лихень Стары и Лежайск, 1999)
- Памятник Леону Кручковскому (Сосновец)
- Памятник «Фонтан Аполлона» (Познань, 2002)
- Памятник гетману Яну Замойскому (Замосць, 2005)

Создатель больших скульптурных композиций, медалей, скульптурных портретов известных поляков (среди них К. Пендерецкий и К. Свинарского), надгробного памятника актрисе Барбаре Квятковской-Ласс (1998) на Раковицком кладбище в Кракове.

## Награды
- Государственная премия ПНР I степени (1966)
- Командорский крест со звездой Ордена Возрождения Польши (1999)
- Золотая Медаль «За заслуги в культуре Gloria Artis» (2009)

Лауреат многих конкурсов и других государственных наград.

## Галерея
- Памятник героям Варшавы
- Памятник гетману Замойскому (Замосць)
- Памятник Революционных событий (Жешув)
- Памятник Григорию Саноцкому (Санок)
- Памятник «Фонтан Аполлона» (Познань)
- Памятник славы и мученичества (Алжир)
- Грюнвальдский памятник (Краков)
- Памятник актрисе Квятковской-Ласс на Раковицком кладбище